# Bountouraby Yattara
Pour les articles homonymes, voir Yattara.
Bountouraby Yattara est une femme politique guinéenne.
Elle était la ministre de l’Énergie du 19 juin 2020 au 5 septembre 2021.

## Biographie et parcours scolaire
Bountouraby Yattara est doctorante en droit public à l’Université de Besançon et titulaire d’un master en droit des contrats publics de l'Université de Valenciennes et d’un master en administration publique de l’Institut d’études politiques de Strasbourg en France. Elle a également suivi plusieurs formations techniques dans plusieurs institutions, notamment, l’école nationale des régies financières (ENAREF) au Burkina Faso, l’école nationale de l’administration (ENA) en France, l’école régionale supérieure de la magistrature (ERSUMA) au Bénin et à l'Université Harvard aux USA.

## Carrière professionnelle
Bountouraby a commencé sa carrière professionnelle dans un cabinet d’avocats en Guinée avant d’intégrer l’administration économique et financière en 1998 en réussissant au premier concours destiné aux lauréats des cinq dernières promotions de la faculté de droit, sciences économiques et de gestion, en vue du rajeunissement de l’administration économique et financière du pays.
Bountouraby Yattara occupera des postes de responsabilités au sein du cabinet du premier ministre et de plusieurs directions du ministère de l’économie et des finances notamment la direction nationale des marchés publics, direction nationale du contrôle financier avant d’occuper les fonctions de directrice nationale du patrimoine de l’État et des investissements privés, ce qui lui a permis de conduire l’élaboration de la politique gouvernementale en matière de partenariats public-privé, dont le secteur de l’énergie est le principal bénéficiaire.
Au cours de sa carrière professionnelle, elle a occupé des responsabilités de conseil juridique auprès du gouvernement guinéen et travaillé en France au sein du centre interdépartemental de gestion de la petite couronne et de la Chambre régionale des comptes du Nord-Pas-de-Calais en qualité d’analyste  juridique.

## Ministre
Elle est faite ministre de l’énergie en remplacement de Cheick Taliby Sylla dans le gouvernement II de Ibrahima Kassory Fofana du 19 juin 2020 a la chute du régime le 5 septembre 2021.